# SS 1
El SS 1 (en la parte superior de su radiador figura la inscripción SS One, y también puede encontrarse escrito como SS I), es una berlina deportiva de dos puertas construida por la empresa británica Swallow Coachbuilding Company en Foleshill, Coventry, Inglaterra. Se presentó por primera vez al público en el Salón del Motor de Londres de 1931. Se modificó ligeramente y luego se fabricó entre 1932 y 1936.

## Historia

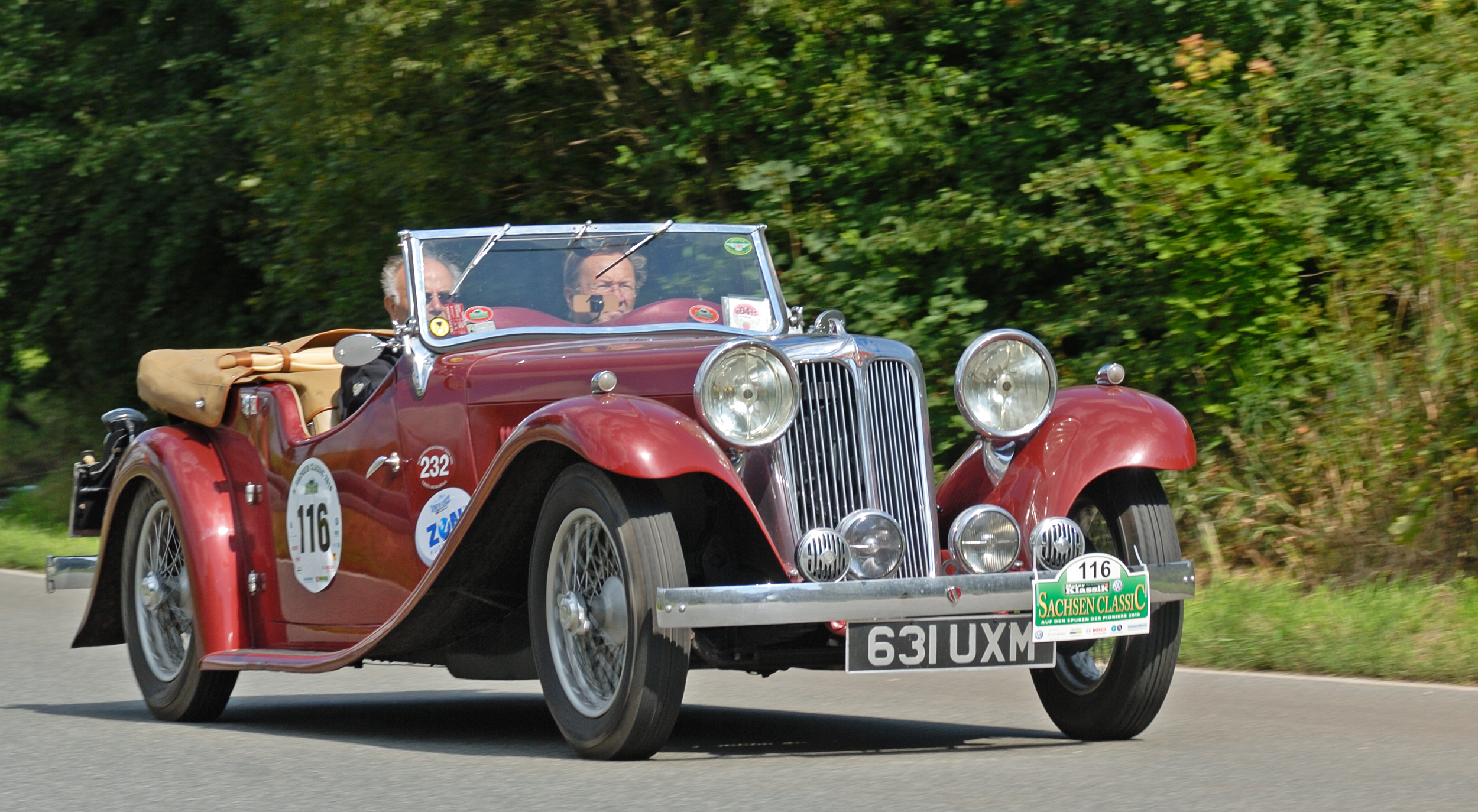
Convertible de cuatro asientos (1933)

A finales de julio de 1934, William Walmsley y William Lyons constituyeron SS Cars Limited, una nueva compañía que absorbió Swallow (que a su vez habían fundado en 1922). SS Cars cambiaría después su nombre a Jaguar Cars Limited en 1945. 
El SS 1 destacó por su aparente relación calidad-precio y por su aspecto atractivo más que por su rendimiento. Utilizaba un motor Standard de seis cilindros, 2054 cc y válvulas laterales de 15 caballos fiscales  (48 HP (36 kilovatios)) o de 2552 cc y 20 caballos fiscales (62 HP (46 kilovatios)) desde 1932 hasta 1934, que se amplió a 2143 cc (53 HP (40 kilovatios)) o 2663 cc (68 HP (51 kilovatios)) para los modelos de 1934 a 1936. El chasis también fue fabricado por Standard, modificado en 1933 con una suspensión mejorada. Con una velocidad máxima de 70 mph (113 km/h), era un automóvil notable por su estilo y bajo costo más que por su rendimiento. En 1932 el cupé básico costaba 310 libras.
El coche fue suministrado inicialmente como un coupé con techo rígido de cuatro plazas. En 1933 se lanzó un convertible. Un año después, en 1934, se ensanchó el chasis para incrementar su estabilidad y aumentar el espacio disponible para los pies en las plazas delanteras, y se mejoró la caja de cambios manual. También en 1934 se agregó a la gama una versión berlina y en 1935 un cupé de líneas aerodinámicas y un cupé deportivo.
Se fabricaron en total de 4254 unidades de los distintos modelos lanzados.

## Imágenes
|  |  |  |

|  |  |

|  |  |  |